# Werk bij Krachtwijk
Werk bij Krachtwijk is een deel van de Grebbelinie in het buitengebied van Hoogland aan de Eem. Het Werk bij Krachtwijk werd in 1799 aangelegd. Aan de Eem staan zo'n twintig kazematten, waarvan drie bij Krachtwijk.

## Geschiedenis

### Aanleg
Dit aarden werk, ook wel de Post aan de Vuydijk genoemd is aangelegd in 1799. Nederland was bezet door Frankrijk en zij vreesden een aanval van de Pruisen uit het oosten. De post bestaat uit twee bastions, met twee natte grachten aan de voorkant. De wallen van het werk maken deel uit van de liniedijk, die vanaf dit punt zuidwaarts loopt, via Amersfoort richting Veenendaal. De Vuydijk moest voorkomen dat het inundatiewater naar de Zuiderzee zou stromen. De post bestaat uit een wal in de vorm van een M, op de plaats waar de Vuydijk aansluit op de Grebbelinie. Aan de noordkant ligt de 'Slaagse Dijk' die noordelijker als 'Eemdijk' doorloopt tot het Eemmeer.
Volgens een rapport uit 1807 bestond de bezetting in tijd van oorlog uit 350 infanteristen, 5 cavaleristen en tot slot 45 artilleristen. Het werk werd maar kort tijd onderhouden en in 1809 verloor het werk zijn militair nut. De gebouwen werden afgebroken en er zijn geen fundamenten of andere restanten teruggevonden tijdens dijkverzwaringswerkzaamheden in de periode van 2007 tot 2018.

### Tweede Wereldoorlog
Tijdens de mobilisatie in 1939 werden er kazematten op het Werk gebouwd, zogenaamde 'Stekelvarkens'. Deze scherfvrije betonnen kazematten hebben drie schietgaten en zijn nog zichtbaar op beide bastions. Er zijn twee typen stekelvarkens op de wal; een S3 kazemat en twee vergrote stekelvarkens voor een zware mitrailleur. Restanten van een koepelkazemat en een tweede zware kazemat markeren de plaats waar de Grebbelinie over gaat op de Eemdijk/Slaagse Dijk. Op de kruising met de Vuydijk liggen stenen en betonnen voorzieningen. 
Het Waterschap kan hier in geval van extreem hoog water schotbalken tussen plaatsen.
Het gebied ten noorden van het werk werd met succes  geïnundeerd. Het 18e Regiment Infanterie kreeg de opdracht het gebied te verdedigen en groeven loopgraven. Direct na de inval werden boerderijen afgebroken die het schootsveld belemmerden en een tweede mijnenveld aangelegd op hoger gelegen terrein. De zware gevechten met de Duitse troepen werden ten zuiden van Amersfoort geleverd. Na drie dagen vechten werden de Nederlanders gedwongen op 13 mei zich terug te trekken achter de Nieuwe Hollandse Waterlinie.

## Huidige situatie
Het zuidelijk deel tussen de Hoogerhorsterweg en het gemaal Malesluis is voor wandelaars opengesteld.
Op iets meer dan drie kilometer ten zuidoosten ligt het Werk aan de Glashut, ook aan de Eem en eveneens onderdeel van de Grebbelinie.

## Fotogalerij

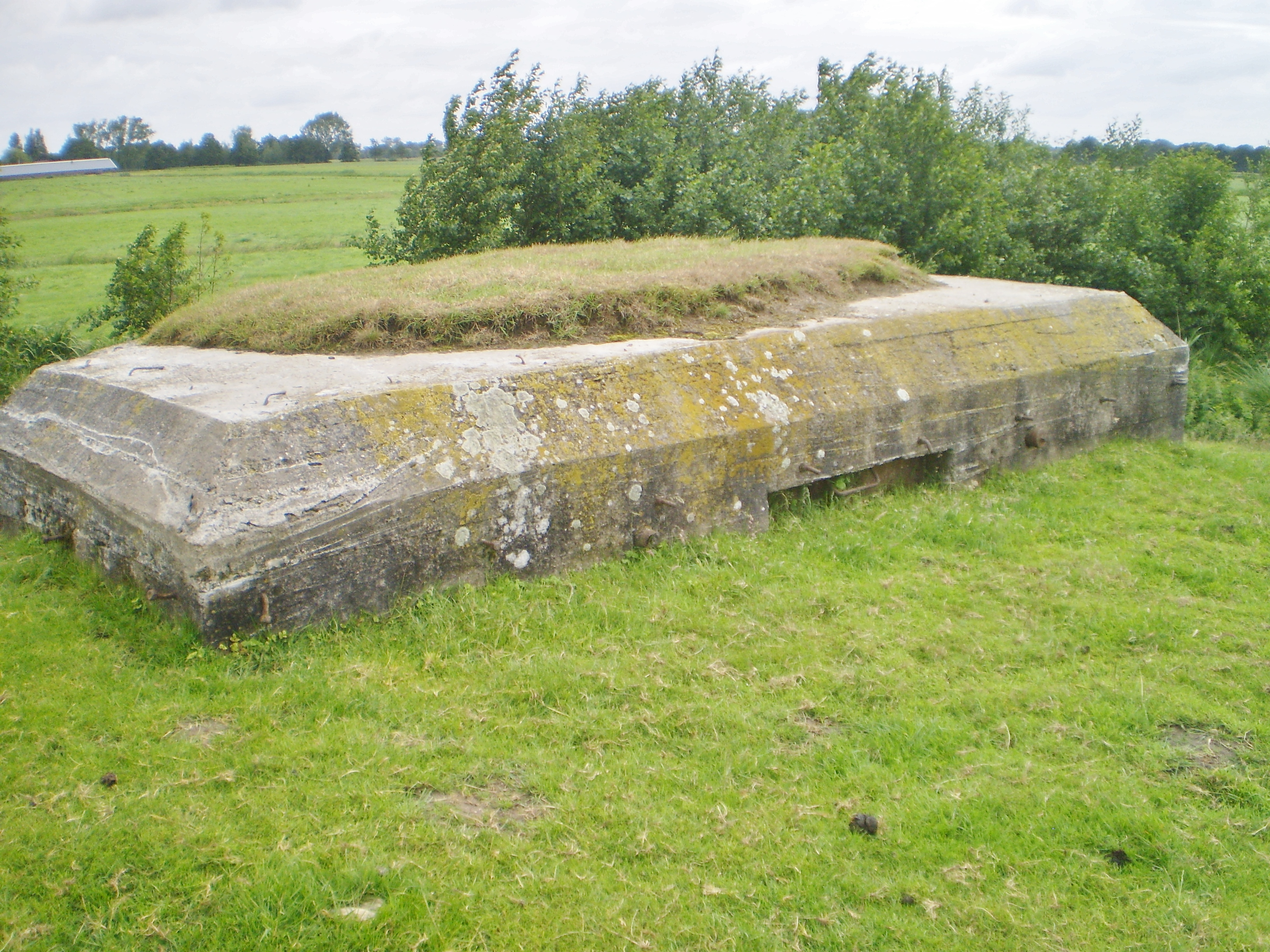
Zuidelijke S3 kazemat
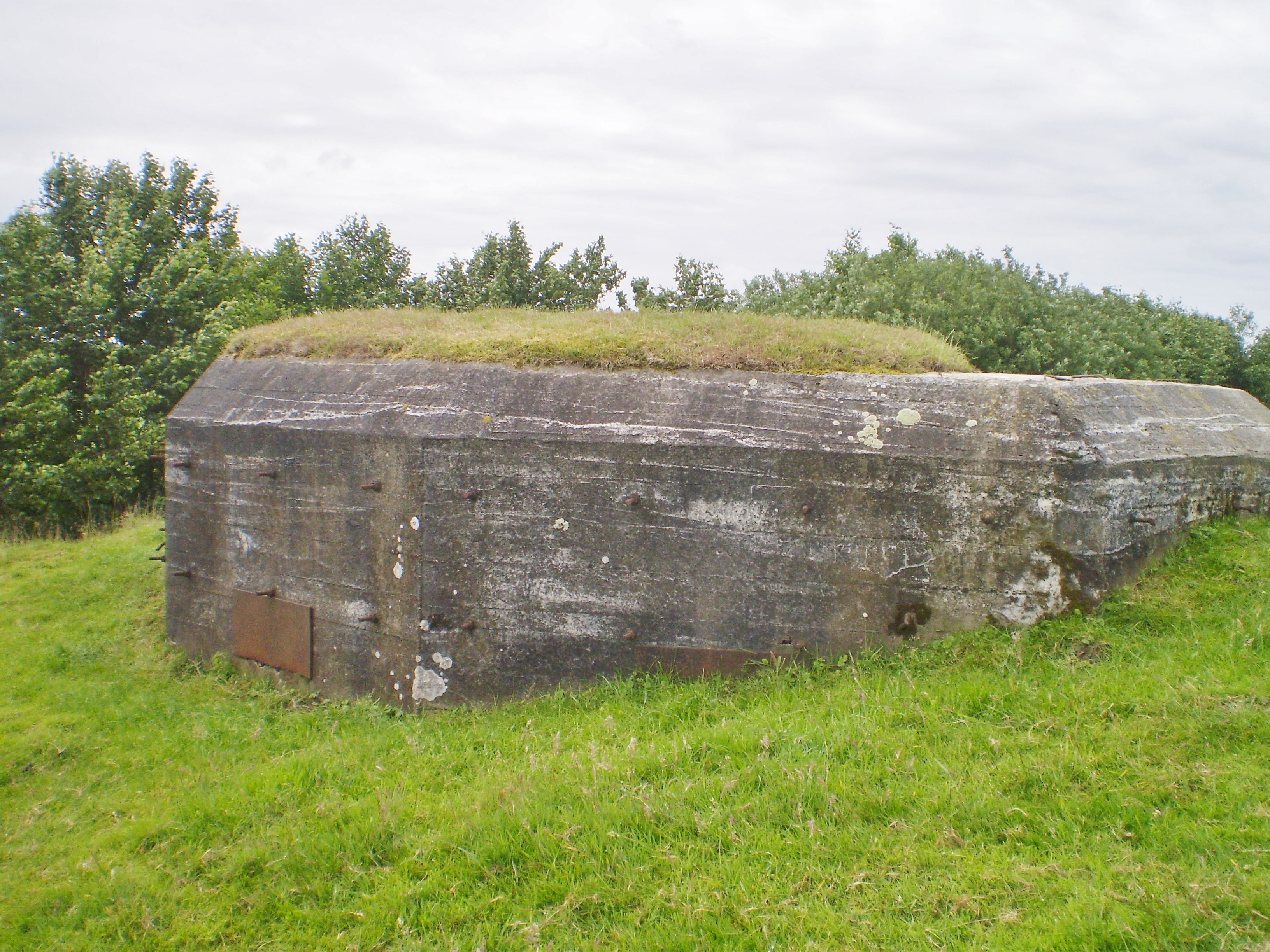
Noordelijke kazemat